# Gais 1988
Fotbollsklubben Gais spelade säsongen 1988 i allsvenskan för första gången sedan 1975, efter att året innan ha vunnit division I södra och kvalificerat sig för högsta serien. Gais slutade åtta i serien.
Samir Bakaou blev Gais interna skyttekung med sina åtta mål. Mittfältaren Tony Persson tilldelades Hedersmakrillen som lagets bästa spelare.

## Inför säsongen
Inför säsongen värvade klubben tillbaka Samir Bakaou från Västra Frölunda och Ulf Köhl från IF Elfsborg; båda hade lämnat Gais efter säsongen 1986. Man värvade även Jens Wålemark från IK Oddevold och Mikael Marko från Kalmar FF, och förväntningarna var att Gais skulle kunna bli ett mittenlag i serien.

## Serien
I premiärmatchen slog man Hammarby IF hemma med 2–0; Magnus Gustafsson gjorde Gais första mål i allsvenskan sedan 1975. Därefter gick man emellertid ordentlig kräftgång och förlorade sex matcher i rad innan lyckan återvände och klubben började vinna igen.
Ett orosmoln som dök upp under sommaren var att Samir Bakaous uppehållstillstånd gick ut, och stjärnan hotades av utvisning. Av oron syntes dock inte mycket på plan: Bakaou blev lagets bästa målskytt med 10 mål, bland annat med ett hattrick mot serieledarna Malmö FF.
Gais slutade till sist på en åttondeplats i allsvenskan.

### Tabell
| Nr | Lag                | S  | V  | O | F  | GM | IM | MS  | P  |
| -- | ------------------ | -- | -- | - | -- | -- | -- | --- | -- |
| 1  | Malmö FF           | 22 | 15 | 2 | 5  | 45 | 26 | +19 | 32 |
| 2  | IFK Göteborg (RM)  | 22 | 13 | 5 | 4  | 37 | 18 | +19 | 31 |
| 3  | Djurgårdens IF (U) | 22 | 9  | 9 | 4  | 38 | 22 | +16 | 27 |
| 4  | Örgryte IS         | 22 | 9  | 5 | 8  | 27 | 23 | +4  | 23 |
| 5  | GIF Sundsvall      | 22 | 8  | 7 | 7  | 26 | 26 | 0   | 23 |
| 6  | IFK Norrköping     | 22 | 9  | 3 | 10 | 39 | 29 | +10 | 21 |
| 7  | IK Brage           | 22 | 7  | 7 | 8  | 23 | 30 | −7  | 21 |
| 8  | Gais (U)           | 22 | 8  | 4 | 10 | 25 | 31 | −6  | 20 |
| 9  | Västra Frölunda IF | 22 | 6  | 6 | 10 | 24 | 34 | −10 | 18 |
| 10 | AIK                | 22 | 6  | 6 | 10 | 19 | 30 | −11 | 18 |
| 11 | Östers IF          | 22 | 4  | 9 | 9  | 20 | 33 | −13 | 17 |
| 12 | Hammarby IF        | 22 | 5  | 3 | 14 | 19 | 40 | −21 | 13 |

### Seriematcher
| Lag                | Hemma | Borta |
| ------------------ | ----- | ----- |
| Malmö FF           | 3–2   | 0–2   |
| IFK Göteborg       | 0–1   | 0–2   |
| Djurgårdens IF     | 1–2   | 1–6   |
| IFK Norrköping     | 2–3   | 2–3   |
| Örgryte IS         | 1–3   | 1–1   |
| IK Brage           | 2–1   | 0–1   |
| AIK                | 1–0   | 0–0   |
| Östers IF          | 1–0   | 0–0   |
| Västra Frölunda IF | 2–0   | 2–0   |
| Hammarby IF        | 2–0   | 2–1   |

### Spelarstatistik
| Namn                 | Matcher | Mål |
| -------------------- | ------- | --- |
| Samir Bakaou         | 22      | 10  |
| Ulf Johansson        | 22      | 4   |
| Tony Persson         | 22      | 2   |
| Jens Wålemark        | 22      | 2   |
| Mikael Göransson     | 22      | 0   |
| Lenna Kreivi         | 22      | 0   |
| Sören Järelöv (mv)   | 20      | 0   |
| Mikael Marko         | 19      | 0   |
| Ulf Köhl             | 18      | 3   |
| Steve Gardner        | 18      | 0   |
| Mikael Johansson     | 17      | 2   |
| Lallo Fernandez      | 13      | 0   |
| Alan Dodd            | 11      | 1   |
| Mikael Blomqvist     | 9       | 0   |
| Jan Lundqvist        | 8       | 0   |
| Magnus Gustafsson    | 7       | 1   |
| Conny Johansson (mv) | 2       | 0   |
| Thomas Phillips      | 2       | 0   |
| Torbjörn Bergström   | 1       | 0   |